# Playlist: The Very Best of Our Lady Peace
| Críticas profissionais | Críticas profissionais |
| Avaliações da crítica  | Avaliações da crítica  |
| Fonte                  | Avaliação              |
| ---------------------- | ---------------------- |
| allmusic               | link                   |

Playlist: The Very Best of Our Lady Peace é uma coletânea musical de melhores êxitos da banda Our Lady Peace, lançado em 31 de março de 2009.
O álbum contém os maiores sucessos da banda, incluindo Not Enough e Somewhere Out There.

## Faixas
1. "Starseed"
2. "Naveed"
3. "Superman's Dead"
4. "Clumsy"
5. "Car Crash"
6. "Stealing Babies"
7. "Are You Sad"
8. "The Wonderful Future"
9. "Somewhere Out There"
10. "Innocent"
11. "Not Enough"
12. "Apology"
13. "Angels Losing Sleep"
14. "Wipe That Smile Off Your Face"